# Ludwig Karl Koch
Ludwig Karl Koch MBE (13 novembre 1881, Frankfurt am Main – 4 maig 1974, Harrow, Londres) va ser un locutor i gravador de so. Expert en l'enregistrament de sons animals, va jugar una paper important en l'augment de l'apreciació del públic britànic vers la vida salvatge.

## Biografia
Koch va néixer en una família amant de la música, i de nen exercí com a violinista, fent possible que fos admès al cercle de música de Clara Schumann. Més tard, va estudiar cant, i va tenir una curta però reeixida carrera com a cantant de concert. Aquesta es va acabat amb l'esclat de Primera Guerra Mundial. En la seva infància se li va regalar un fonògraf que li va permetre enregistrar el so de diversos animals, incloent el primer enregistrament conegut de cant d'ocell, fet l'any 1889.
El fet que parlès francès amb fluïdesa, li va permetre allistar-se a la intel·ligència militar. Després de l'Armistici del 1918, es va convertir en president de la delegació de repatriació de la zona ocupada pels francesos a Alemanya. Va treballar pel govern alemany fins al 1925. El 1928, va ser comissionat per la filial alemanya d'Energies i Industries Musicals (EMI) per començar una branca cultural de la indústria de gramòfon; fet que va coincidir amb el ressorgiment del seu interès de la infància vers els animals. Així doncs, des de 1929, va començar l'enregistrament de sons animals utitlitzant un equip tecnològicament avançat. Va inventar el llibre sonor: subjectant a un llibre il·lustrat el registre del gramòfon. Avui dia parlem d'aquest concepte com a multimèdia.
El gener de 1936, Koch va portar a terme una gira de conferències per Suïssa. El seu vol de tornada va ser produït per Hermann Göring, el qual com a amant de l'ornitologia i els animals era un seguidor de la feina de Koch. Després que Koch dónés la seva darrera conferència, se li va aproptar un home que va dir que era representant del Tercer Reich a Suïssa, que havia seguit les conferències de Koch, i escrit un informe molt favorable sobre les mateixes. Aquest va resultar que era Wilhelm Gustloff, el qual va ser assassinat l'endemà. En el moment que Koch havia estat vist parlant amb Gustloff hores abans de la mort d'aquest, es va anar preocupant pel seu retorn a Alemanya, pel fet que fos acusat d'assassinat. Va cridar el director de la seva empresa d'enregistrament, un Nazi, qui li va dir, "Queda't on estas. L'aire a Suïssa és molt millor que el d' Alemanya." Koch Llavors va fugir a la Gran Bretanya. Sir Julian Huxley el va ajudar en contactar amb l'ornitòleg i editor Harry Witherby en un llibre sonor sobre els ocells salvatges britànics. El 1936 es va publicar, Songs of Wild Birds, seguit d'altres dos llibres sonors, publicats el 1937: More Songs of Wild Birds; i el 1938 Animal Language. El 1937 va fer enregistraments d'ocells en el parc del Castell Reial de Laeken (Bèlgica) amb l'ajuda de reina Elisabeth de Bèlgica. Aquests enregistraments van ser publicats fins al 1952, a causa de les circumstàncies de guerra i el debat successori reial.
A principis de la Segona Guerra Mundial, Huxley va introduir a Koch a la British Broadcasting Corporation (BBC), i la seva veu característica, atractiva i força musical, va acompanyar als enregistraments sonors i ben aviat es va fer familiar entre els oients. Els seus enregistraments de so van ser adquirits per la BBC, la qual cosa li va permetre organitzar una biblioteca sonora d'història natural. Koch mai va pedre el seu fort accent alemany. El seu treball va ser parodiat per Peter Sellers. Koch es va retirar el 1951, però va continuar fent expedicions per enregistrar sons de la vida salvatge,fins i tot visitant Islàndia quan tenia setanta-un anys. Era el tena d'un documental emes per la BBC4 Ràdio amb el títol, "Ludwig Koch and the Music of Nature". Els seus enregistraments i papers manuscrits es conserven a la British Library Sound Archive.

## Discografia
- Der Wald Erschallt (Verlag Knorr & Hirth, 1934)
- Im gleichen Schritt und Tritt (Verlag Knorr & Hirth, 1934)
- Stolz weht die Flagge (Verlag Knorr & Hirth, 1934)
- Gefiederte Meistersänger - 1st edition (Brühlscher Verlag Giessen, 1935)
- Songs of Wild Birds (H.F. & G. Witherby, 1936)
- More Songs of Wild Birds (H.F. & G. Witherby, 1937)
- Hunting by Ear - 1st edition (H.F. & G. Witherby, 1937)
- Animal Language (Country Life / Parlophone, 1938)
- Les Oiseaux Chanteurs de Laeken (Parlophone, 1952)
- Songs of British Birds (HMV, 1953)
- Ludwig Koch Remembers: 1 (BBC, 1957)
- Ludwig Koch Remembers: 2 (BBC, 1957)
- Hunting by Ear - 2nd edition (H.F. & G. Witherby, 1960)